# Prato della Fame

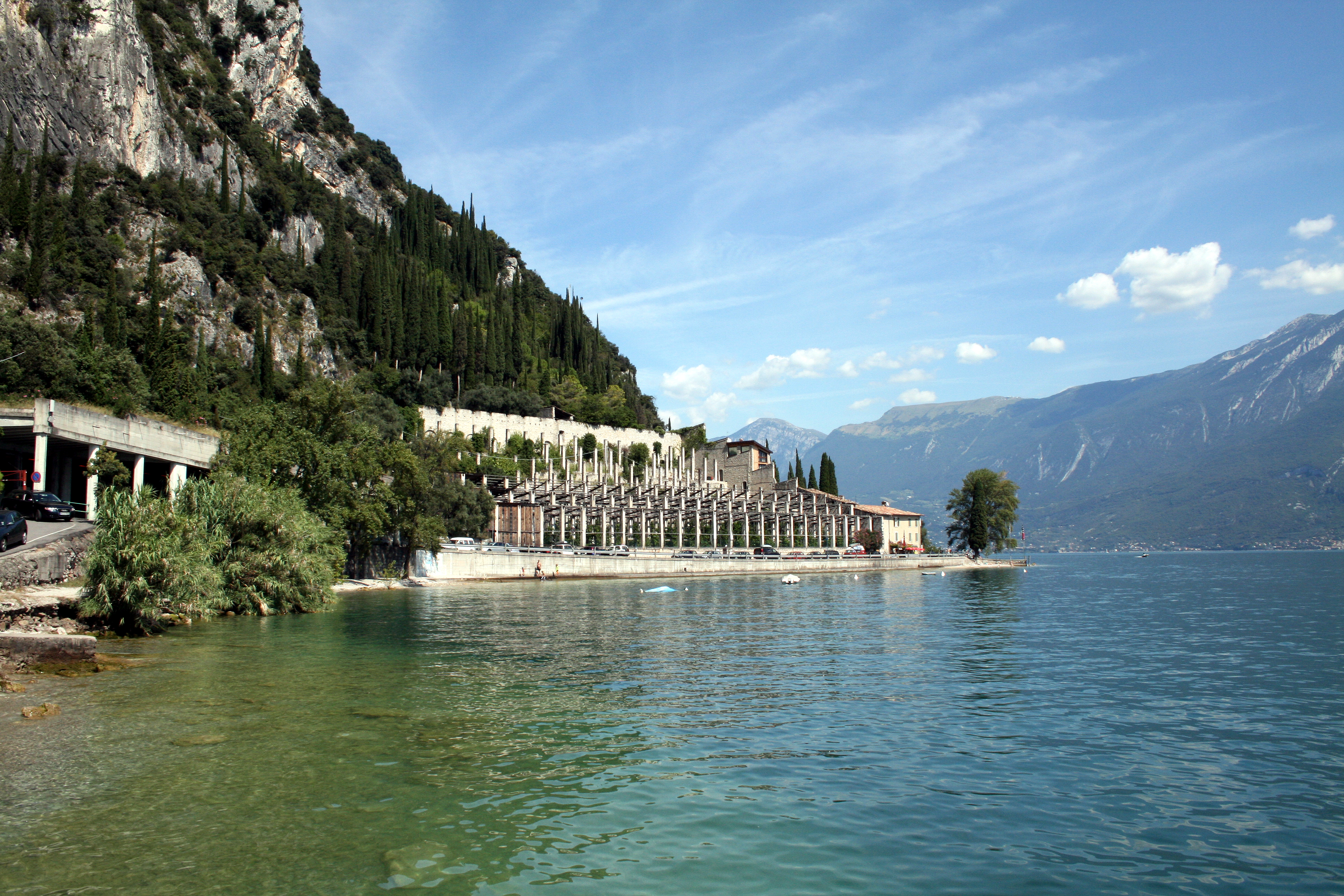
Prato della Fame mit der Limonaia. Im Hintergrund der Bergrücken des Monte Baldo

Der Prato della Fame (Dialekt Pra dela Fam, deutsch Hungerwiese) ist ein schmaler, charakteristischer Uferstreifen am Gardasee in Italien, der bis Anfang der 1930er Jahre nur über einen steilen Bergpfad oder auf dem Wasserweg erreichbar war.

## Etymologie
Nach dem aus dem 16. Jahrhundert stammenden Dichter Silvan Cattaneo aus Salò sollen an dem schmalen Uferstreifen Schiffer Schutz gesucht haben, die auf dem See von Unwettern überrascht wurden. Bis das Wetter sich wieder beruhigte, konnten mehrere Tage vergehen, so dass sie hier hungrig ausharren mussten. Nach einer anderen Version sollen am Prato della Fame einige Schiffbrüchige gestrandet sein, die sich von Wurzeln ernähren mussten, bevor sie von Fischern gerettet wurden.
Diese vor allem literarische Deutung des Namens nimmt auf die einst isolierte Lage des Ortes Bezug. Womöglich spielt der auch andernorts am Gardasee vorkommende Flurname auf einen ganz anderen realistischeren Umstand an. So wurden in der Vergangenheit solche Grundstücke als „Hungerwiesen“ bezeichnet, die sich im kommunalen Besitz befanden und bei Hungersnöten als Anbaufläche an Arme vergeben wurden.

## Lage
Der etwa 200 m lange und bis zu 50 m breite Uferstreifen liegt am Steilufer des Westufers im Gemeindegebiet von Tignale an der Gardesana Occidentale zwischen Gargnano und Campione del Garda. Er entstand als Schwemmkegel des Torrente Baes, der von der etwa 400 Höhenmeter über dem See liegenden Hochebene von Tignale durch eine Art Klamm fließend hier in den See mündet. Südlich davon liegt auf einem anderen Schwemmkegel der Hafen von Tignale. Neben einigen Häusern befindet sich am Prato della Fame eine große Limonaia.

## Geschichte
In seinem 1599 erschienenen Werk über die Geschichte der „Riviera von Salò“ beschreibt Bongianni Grattarolo den Prato della Fame als einen unwirtlichen Ort. Zu diesem Zeitpunkt soll dort ein kleiner Hafen und zwei unbewohnte Häuser bestanden haben, die nur über den See oder einen mühevollen Steig erreichbar waren. Des Weiteren befand sich hier in einer Aushöhlung eine kleine Einsiedelei, die nach Grattorolo aber bereits nicht mehr bewohnt war.
1754 erwarb die Familie Parisini aus Gargnano den Uferstreifen. Sie ließ dort einen aus acht Terrassen bestehenden Garten errichten, auf denen Zitronen angebaut wurden. Der Anbau der Zitrusfrüchte war zu dem Zeitpunkt bereits eine gut gehende und sichere Einkommensquelle am See. Neben diesem sogenannten alten Garten wurde 1850 einer zweiter Zitronengarten angelegt, so dass insgesamt eine Anbaufläche von 5000 m² zur Verfügung stand. Der neue Garten wurde aber bereits nach einigen Jahren wieder aufgegeben. Zum Niedergang des Anbaus hatte der schrittweise Wegfall der Zollschranken nach den Italienischen Unabhängigkeitskriegen, die synthetische Herstellung der Citronensäure sowie der Ausbruch der Phytophthora citrophthora beigetragen.
Mit der 1931 eröffneten Uferstraße Gardesana occidentale war der Prato della Fame nun bequem auch vom Landweg aus zu erreichen. Mit Aufkommen des Windsurfens in den 1980er Jahren erlebte der Ort einen neuen Aufschwung. Zugleich wurden drei Terrassen des im 18. Jahrhundert errichteten und mittlerweile heruntergekommenen Zitronengartens von der Gemeinde Tignale restauriert und für Besucher zugänglich gemacht. 2007 wurde in der Limonaia das Ecomuseo delle Limonaie del Garda eingerichtet.